# Deropeltis paulinoi
Deropeltis paulinoi es una especie de cucaracha del género Deropeltis, familia Blattidae.

## Distribución
Esta especie se encuentra en Sudáfrica, Mozambique, Zimbabue, Namibia, Angola y República Democrática del Congo.